# Melyssa Ford
Melyssa Savannah Ford  (Toronto, 7 de Novembro de 1976) é uma modelo e atriz canadense.

## Carreira
Foi descoberta nos anos 90 pelo direito de vídeos musicais, Director X, quando ela estava trabalhando como garçonete numa boate em Toronto, e ajudou a lançar sua carreira como modelo. Ela apareceu em videoclipes, revistas masculinas, programas de televisão e filmes. Ford era uma personalidade no ar do Hot Jamz da Sirius Satellite Radio. Ela vende uma linha de calendários e DVD.
Em uma entrevista à CNN em 2008, Ford disse que ao fazer videoclipes muitas vezes ela perguntou a si mesma se não estava "perpetuando um estereótipo negativo" sobre as mulheres negras. Quando ela foi perguntado se vídeos de música, em geral, são "degradante para as mulheres", Ford respondeu: "Sim, eu definitivamente tenho que dizer que são".
Ford participa da série de televisão Blood, Sweat & Heels da Bravo Network, documentando sua vida social, contra sua luta diária como corretora de imóveis em Nova Iorque.
Ela frequentou a Universidade de York e estudou no campo da psicologia forense. Seu pai é afro-barbado e sua mãe é russa e norueguesa. Ela é muitas vezes referida como Jessica Rabbit, uma personagem de animação cuja figura sinuosa é dito lembrar Ford.